# Jack Walker
John Phillip "Jack" Walker, född 29 november 1888 i Silver Mountain, Ontario, död 16 februari 1950 i Seattle, var en kanadensisk professionell ishockeyspelare. Han spelade bland annat för Toronto Blueshirts, Seattle Metropolitans, Victoria Cougars och Detroit Cougars. Walker spelade i alla de stora professionella ishockeyligorna under sin tid som spelare: NHA, PCHA, WCHL och NHL. 
Walker vann Stanley Cup tre gånger, 1914 med Toronto Blueshirts, 1917 med Seattle Metropolitans samt 1925 med Victoria Cougars. Lagkamrater under alla tre segrar var målvakten Harry "Hap" Holmes och anfallsspelaren Frank Foyston. Walker är en av endast 11 spelare i Stanley Cup-historien som vunnit pokalen med tre eller fler olika lag.
Förutom sina tre Stanley Cup-segrar så var Walker med och spelade om pokalen vid ytterligare fyra tillfällen: 1911 med Port Arthur Lake City, 1919 och 1920 med Seattle Metropolitans, samt 1926 med Victoria Cougars. 1911, 1920 och 1926 var han på den förlorande sidan, och 1919 avbröts finalserien mellan Seattle Metropolitans och Montreal Canadiens vid ställningen 2-2 i matcher sedan flera spelare i Canadiens insjuknat i spanska sjukan.

## Karriär

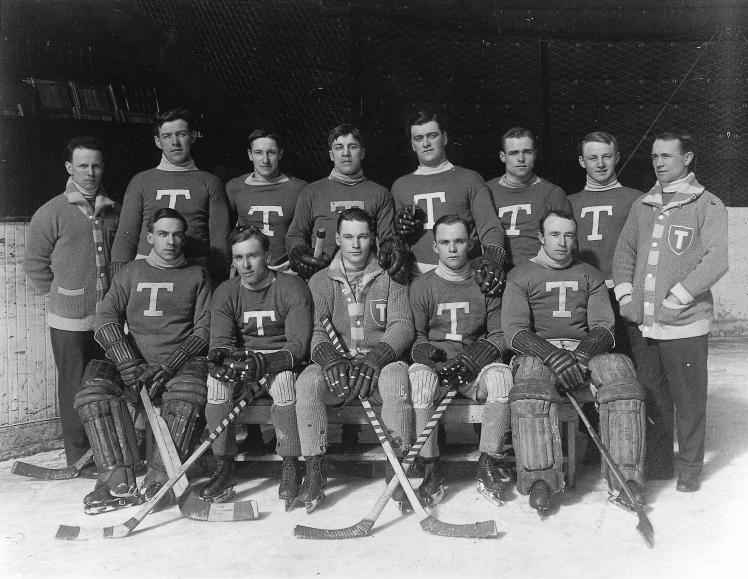
Jack Walker, trea från höger i översta raden, med Toronto Blueshirts säsongen 1913–14.

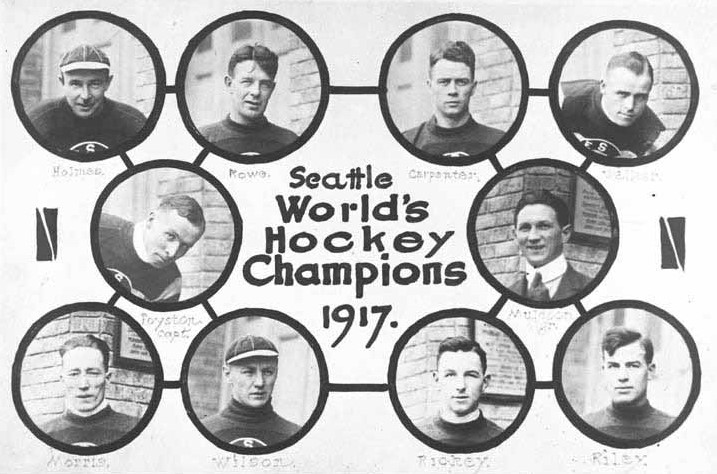
Jack Walker, längst upp till höger, med Seattle Metropolitans säsongen 1916–17.

Jack Walker växte upp i Port Arthur, Ontario där han inledde sin ishockeykarriär med Port Arthur Lake City i New Ontario Hockey League. I mars 1911 var han med då Port Arthur utmanade Ottawa Senators i en match om Stanley Cup men laget föll med siffrorna 4-14. Säsongen 1912–13 spelade han för Moncton Victorias i Maritime Professional Hockey League, samt en match för Toronto Blueshirts i National Hockey Association.
Säsongen 1913–14 tillbringade Walker med Toronto Blueshirts i NHA och gjorde 20 mål och 36 poäng på 20 matcher. Laget vann sedan Stanley Cup efter att ha besegrat Montreal Canadiens i ett dubbelmöte med målskillnaden 6-2. Laget besegrade sedan även utmanarlaget Victoria Aristocrats från Pacific Coast Hockey Association i tre raka matcher med siffrorna 5-2, 6-5 och 2-1.
Walker spelade ytterligare en säsong, 1914–15, med Blueshirts innan han tillsammans med lagkamraterna Frank Foyston, Cully Wilson, Ed Carpenter och Harry "Hap" Holmes flyttade till den amerikanska västkusten för att spela med det nya laget Seattle Metropolitans i Pacific Coast Hockey Association säsongen 1915–16. Han spelade nio säsonger med Metropolitans och säsongen 1916–17 vann laget Stanley Cup som första amerikanska lag någonsin sedan Montreal Canadiens besegrats i finalserien med 3-1 i matcher. Walker var en nyttig tvåvägsspelare för Metropolitans och bidrog både offensivt och i defensiven där han var skicklig på att med klubban stöta bort eller erövra pucken från motståndarna.
1919 var Walker och Metropolitans nära att vinna Stanley Cup igen men finalserien mot Montreal Canadiens avbröts vid ställningen 2-2 i matcher sedan flera spelare i Canadiens insjuknat i spanska sjukan. Ingen segrare utsågs i mötet och resultatet ströks. Säsongen därefter, 1919–20, var Metropolitans åter igen i Stanley Cup-final men förlorade i den femte och avgörande matchen mot Ottawa Senators.
Säsongen 1924–25 bytte Walker lag till Victoria Cougars i Western Canada Hockey League. Laget vann Stanley Cup 1925 som sista lag utanför NHL efter att ha besegrat Montreal Canadiens med 3-1 i matcher. Jack Walker gjorde fyra mål och sex poäng i finalserien mot Canadiens och precis som under de tidigare Stanley Cup-segrarna med Toronto Blueshirts och Seattle Metropolitans fanns lagkamterna Frank Foyston och Harry "Hap" Holmes vid hans sida. Walker är en av endast tio spelare i historien som vunnit Stanley Cup med tre eller fler olika lag. 1926 var Walker och Victoria Cougars tillbaka i Stanley Cup-final men föll med 1-3 i matcher mot Montreal Maroons. Mötet med Maroons var Walkers sjunde och sista framträdande i en matchserie om den åtråvärda pokalen.
Säsongerna 1926–27 och 1927–28 spelade Walker för Detroit Cougars i NHL och gjorde sammanlagt 13 poäng på 80 matcher för laget. Därefter spelade han tre säsonger i Pacific Coast Hockey League för Seattle Eskimos. 
1960 valdes Jack Walker in som ärad medlem i Hockey Hall of Fame.

## Spelstil

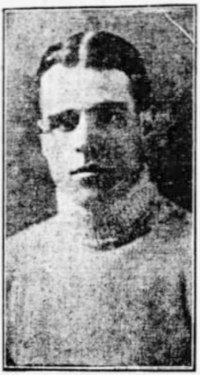
Walker med Port Arthur Lake City under det tidiga 1910-talet.

Jack Walker var en skicklig tvåvägsspelare, det vill säga duktig både offensivt och defensivt, och användes framförallt som rover (en arkaisk spelarposition mellan centern och den offensiva försvarsspelaren) eller ytterforward. Han hade en väl utvecklad klubbteknik och var dessutom snabb på skridskorna, något som både Ottawa Journal och Ottawa Citizen, två Ottawa-tidningar som följde sporten noggrant, berömde honom för efter det att Port Arthur Lake City utmanat Ottawa Senators om Stanley Cup den 16 mars 1911.
| ”                                                                                                   | Walker, rovern, är alldeles utmärkt, hans skridskoåkning och hans patenterade användning av klubban för att stöta undan pucken från motståndaren gjorde honom till isens allra mest iögonfallande aktör. | „ |
| – Ottawa Journal om Walker efter Port Arthurs Stanley Cup-match mot Ottawa Senators 16 mars, 1911., | |   |

| ”                                                                                                   | Johnny Walker, den Port Arthur-bördige rovern, i sitt tjugoförsta år, var med stor marginal den bäste bland gästerna. Walker har brännande fart, hanterar klubban på ett vackert sätt och hänger med i det fysiska spelet hela tiden. Han tröttnade aldrig och var med fram och tillbaka på nästan varje rush under matchens gång. | „ |
| – Ottawa Citizen om Walker efter Port Arthurs Stanley Cup-match mot Ottawa Senators 16 mars, 1911., | |   |

Walker var en av pionjärerna i utvecklingen av olika defensiva klubbtekniker för att stävja motståndarspelarnas offensiv, antingen med hakteknik (hook-check), petande eller stötande teknik (poke-check) samt svepande teknik (sweep-check). Frank Nighbor, en av sin tids främsta defensiva anfallsspelare och en samtida spelare med Walker, medgav för journalisten Bill Westwick (son till Harry "Rat" Westwick) på tidningen Ottawa Journal i december 1960 att han lärt sig sin berömda defensiva klubbmanöver genom att studera den drygt fyra år äldre Walker när de två var lagkamrater i Port Arthur (Lake City) Hockey Club (säsongen 1911–12). Detta som svar på Jack Adams påstående att Nighbor måste ha lärt sig manövern från Fort William-spelaren Joel Rochon.
Lester Patrick, ishockeymogulen bakom Pacific Coast Hockey Association och tvåfaldig Stanley Cup-mästare som tränare för New York Rangers, hade höga vitsord om Walker och kallade honom "en av de största spelarna någonsin" i en intervju i den kanadensiska tidskriften Maclean's 1950, men han menade också att i jämförelse med samtida spelare som Cyclone Taylor, Frank Nighbor, Howie Morenz, Eddie Shore, Moose Johnson, Ching Johnson och Frank Fredrickson, så saknade Walker, likt sin medspelare i Seattle Metropolitans Frank Foyston, "färg" och "oavsett hur strålande hans spel var, så lyckades han ändå aldrig hänföra publiken."

## Statistik

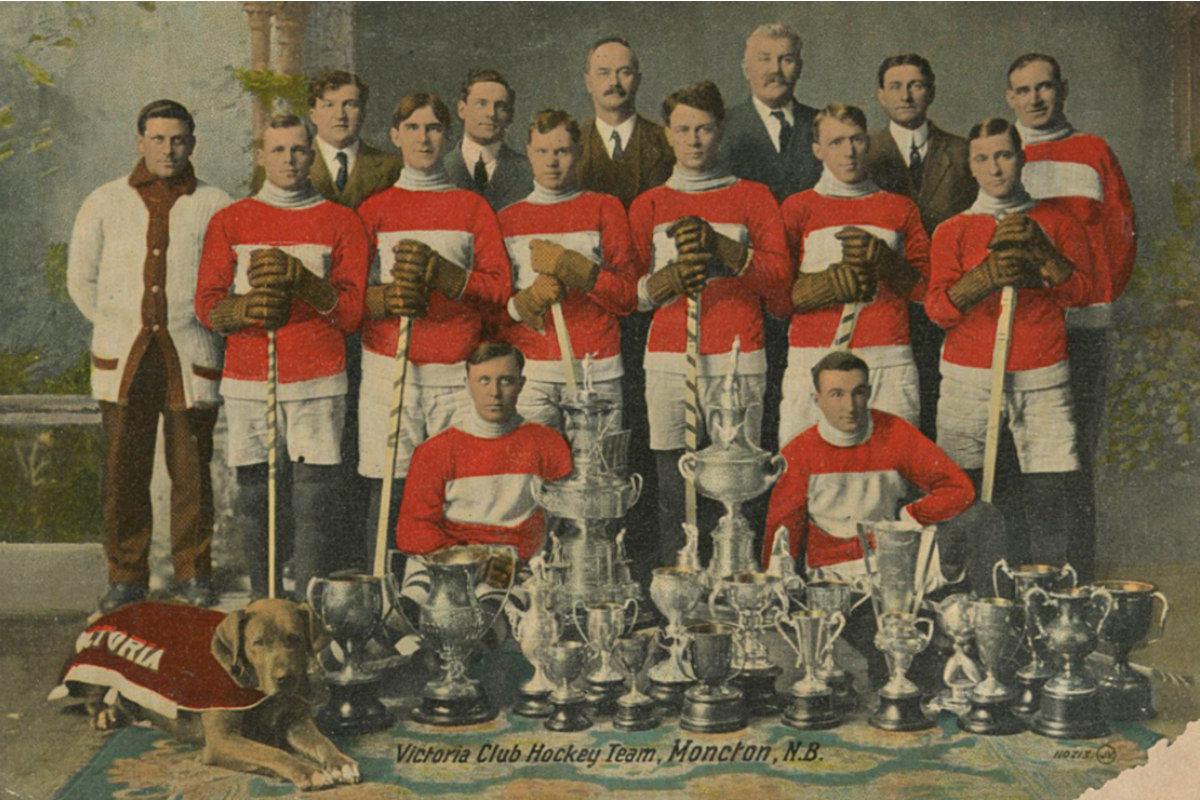
Walker, förste spelare från vänster, med Moncton Victorias säsongen 1912–13.

NOHL = New Ontario Hockey League, PCHL = Pacific Coast Hockey League, Cal-Pro = California Hockey League
| 1907–08            | Port Arthur Lake City | NOHL               | 6   | 3   | 0  | 3   | 0  | –  | –  | – | –  | –  |
| 1908–09            | Port Arthur Lake City | NOHL               | 12  | 8   | 0  | 8   | –  | –  | –  | – | –  | –  |
| 1909–10            | Port Arthur Lake City | NOHL               | 12  | 20  | 0  | 20  | 21 | –  | –  | – | –  | –  |
| 1910–11            | Port Arthur Lake City | NOHL               | 14  | 30  | 0  | 30  | –  | 2  | 2  | 0 | 2  | 0  |
|                    |                       | Stanley Cup        | –   | –   | –  | –   | –  | 1  | 1  | 0 | 1  | 0  |
| 1911–12            | Port Arthur Lake City | NOHL               | 13  | 17  | 0  | 17  | 0  | 2  | 3  | 0 | 3  | 0  |
| 1912–13            | Moncton Victorias     | MPHL               | 15  | 21  | 0  | 21  | 9  | –  | –  | – | –  | –  |
| 1912–13            | Toronto Blueshirts    | NHA                | 1   | 0   | 0  | 0   | 0  | –  | –  | – | –  | –  |
| 1913–14            | Toronto Blueshirts    | NHA                | 20  | 20  | 16 | 36  | 17 | 2  | 3  | 0 | 3  | 2  |
|                    |                       | Stanley Cup        | –   | –   | –  | –   | –  | 3  | 1  | 0 | 1  | 3  |
| 1914–15            | Toronto Blueshirts    | NHA                | 19  | 12  | 7  | 19  | 11 | –  | –  | – | –  | –  |
| 1915–16            | Seattle Metropolitans | PCHA               | 18  | 13  | 6  | 19  | 6  | –  | –  | – | –  | –  |
| 1916–17            | Seattle Metropolitans | PCHA               | 24  | 11  | 15 | 26  | 3  | –  | –  | – | –  | –  |
|                    |                       | Stanley Cup        | –   | –   | –  | –   | –  | 4  | 1  | 2 | 3  | 0  |
| 1917–18            | Port Arthur Lake City | NOHL               | 8   | 22  | 0  | 22  | –  | –  | –  | – | –  | –  |
| 1919               | Seattle Metropolitans | PCHA               | 20  | 9   | 6  | 15  | 9  | 2  | 0  | 2 | 2  | 0  |
|                    |                       | Stanley Cup        | –   | –   | –  | –   | –  | 5  | 3  | 0 | 3  | 9  |
| 1919–20            | Seattle Metropolitans | PCHA               | 22  | 4   | 8  | 12  | 3  | 2  | 1  | 1 | 2  | 0  |
|                    |                       | Stanley Cup        | –   | –   | –  | –   | –  | 5  | 1  | 3 | 4  | 0  |
| 1920–21            | Seattle Metropolitans | PCHA               | 23  | 6   | 4  | 10  | 6  | 2  | 0  | 0 | 0  | 0  |
| 1921–22            | Seattle Metropolitans | PCHA               | 20  | 8   | 4  | 12  | 0  | 2  | 0  | 0 | 0  | 0  |
| 1922–23            | Seattle Metropolitans | PCHA               | 29  | 13  | 10 | 23  | 4  | –  | –  | – | –  | –  |
| 1923–24            | Seattle Metropolitans | PCHA               | 29  | 18  | 5  | 23  | 0  | 2  | 0  | 1 | 1  | 0  |
| 1924–25            | Victoria Cougars      | WCHL               | 28  | 7   | 7  | 14  | 6  | 4  | 4  | 0 | 4  | 0  |
|                    |                       | Stanley Cup        | –   | –   | –  | –   | –  | 4  | 4  | 2 | 6  | 0  |
| 1925–26            | Victoria Cougars      | WHL                | 30  | 9   | 8  | 17  | 16 | 4  | 0  | 0 | 0  | 2  |
|                    |                       | Stanley Cup        | –   | –   | –  | –   | –  | 4  | 0  | 0 | 0  | 0  |
| 1926–27            | Detroit Cougars       | NHL                | 37  | 3   | 4  | 7   | 6  | –  | –  | – | –  | –  |
| 1927–28            | Detroit Cougars       | NHL                | 43  | 2   | 4  | 6   | 12 | –  | –  | – | –  | –  |
| 1928–29            | Seattle Eskimos       | PCHL               | 34  | 5   | 8  | 13  | 4  | 5  | 0  | 2 | 2  | 2  |
| 1929–30            | Seattle Eskimos       | PCHL               | 26  | 6   | 11 | 17  | 2  | –  | –  | – | –  | –  |
| 1930–31            | Seattle Eskimos       | PCHL               | 34  | 2   | 13 | 15  | 8  | 4  | 0  | 3 | 3  | 0  |
| 1931–32            | Hollywood Stars       | Cal-Pro            |     |     |    |     |    |    |    |   |    |    |
| 1932–33            | Oakland Sheiks        | Cal-Pro            |     |     |    |     |    |    |    |   |    |    |
| NOHL totalt        | NOHL totalt           | NOHL totalt        | 65  | 100 | 0  | 100 | 21 | 4  | 5  | 0 | 5  | 0  |
| NHA totalt         | NHA totalt            | NHA totalt         | 40  | 32  | 23 | 55  | 28 | 2  | 3  | 0 | 3  | 2  |
| PCHA totalt        | PCHA totalt           | PCHA totalt        | 186 | 82  | 58 | 140 | 31 | 10 | 1  | 4 | 5  | 0  |
| WCHL + WHL totalt  | WCHL + WHL totalt     | WCHL + WHL totalt  | 58  | 16  | 15 | 31  | 22 | 8  | 4  | 0 | 4  | 2  |
| PCHL totalt        | PCHL totalt           | PCHL totalt        | 94  | 13  | 32 | 45  | 14 | 9  | 0  | 5 | 5  | 2  |
| Stanley Cup totalt | Stanley Cup totalt    | Stanley Cup totalt | –   | –   | –  | –   | –  | 26 | 11 | 7 | 18 | 12 |

Statistik från hockey-reference.com

## Meriter
- Stanley Cup – 1914 med Toronto Blueshirts, 1917 med Seattle Metropolitans och 1925 med Victoria Cougars.
- PCHA First All-Star Team – 1920–21, 1921–22 och 1923–24
- PCHA Second All-Star Team – 1916–17, 1918–19 och 1919–20